# Villa Isabela
Villa Isabela è un comune della Repubblica Dominicana di 17.020 abitanti, situato nella Provincia di Puerto Plata. Comprende, oltre al capoluogo, due distretti municipali: Estero Hondo e La Jaiba.